# Державна зразкова капела бандуристів

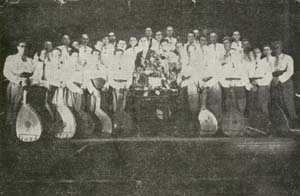
Капела під керівництва Д. Балацького, 1935

Державна зразкова капела бандуристів — музичний колектив, що існував з березня 1935 по червень 1941. Базувався в Києві.

## Історія
У березні 1935 року на основі залишків колишньої Київської капели, капели при Філармонії та Полтавської капели був створений об'єднаний колектив — «Державна зразкова капела бандуристів». Художнім керівником об'єднаної капели став Микола Михайлів, випускник Київської консерваторії, за походженням грек. Данило Піка став його заступником. Адміністратором нового колективу став Захарій Аронський.
Під керівництвом Миколи Михайліва капела записала в Москві декілька платівок у 1935 і 1937 роках. Після смерті Миколи Михайліва при загадкових обставинах, мистецьке керівництво часто змінювалося. Деякі керівники працювали з колективом тільки по два тижні, до арешту. Мистецькими керівниками були Данило Піка, Дмитро Балацький, а після його арешту в 1938 році й до війни колективом знову керував Данило Піка.
У 1939, після приєднання Західної України до Радянського Союзу, капела під керівництва Данила Піки об'їхала всю Західну Україну з концертами «Слово Тараса», відзначаючи 125-ліття народження великого кобзаря.
Після початку 22 червня 1941 Німецько-радянської війни, колектив, який на той час був на гастролях у Кропивницькому, був розформований, а учасники були відразу мобілізовані на фронт.
Згодом, на основі артистів Державної зразкової капели бандуристів, які залишилися в окупації, у 1941 в Києві була створена Капела бандуристів імені Тараса Шевченка. Тепер цей колектив має назву «Українська капела бандуристів імені Тараса Шевченка», з 1949 має осідок в місті Детройт, США.
З «Державною зразковою капелою бандуристів» також пов'язує свою історію Державна капела бандуристів УРСР, утворена в Києві в 1949, теперішня назва «Національна заслужена капела бандуристів України імені Георгія Майбороди».

## Учасники капели
Диригенти та мистецькі керівники
1. Микола Михайлов (1935—1936)
2. Данило Піка (1936)
3. Дмитро Балацький (1936—1937)
4. Микола Опришко (1937)
5. Данило Піка (1937—1941)

Неповний список артистів
Увага, у списку можуть бути музиканти, які були лише в Київській капелі бандуристів і не потрапили до об'єднаної капели.
Довоєнна
- Базилевський Ераст, (1935 — * Юрій Барташевський — заступник диригента
- І. Борець, ПКБ, (1927—1937) розстріляний
- О. Булдовський, ПКБ, (1925-
- Г. Войцех, (1936-) заарештований
- С. Гнилоквас, (1936-) заарештований
- Ф. Діброва, (1918—1919) розстріляний
- П. Діброва, (1918—1919) розстріляний
- О. Дзюбенко, КФ (1931—1945)
- Ф. Дорошко, (1918—1938) розстріляний
- Кабачок Володимир Андрійович, ПКБ, (1925-) Заарештований
- Й. Кашуба, (1918—1938) розстріляний в червні 1934р,
- Китастий Григорій — (1935-
- І. Китастий, (1936-
- Я. Кладовий, ПКБ, (1925-
- Колесників, Юрій ПКБ, (1925-35-
- Комаренко Григорій Іванович, (1918-
- А. Кононенко, ПКБ, (1925-)
- Я. Копан, (Копань) (1918—1938) розстріляний
- О. Костецький, КФ, (1931 -)
- Т. Медведів, ПКБ, (1935—1942) згинув на фронті
- М. Михайлів, КФ, (1931—1936) згинув на гастролі
- П. Міняйло, ПКБ, (1925-)
- С. Міняйло, ПКБ, (1925-)
- Г. Назаренко ПКБ, концертмейстер, (1925-)
- І. Недоля — 1935, адміністратор
- Опришко Микола (1931—1942) згинув на фронті
- Й. Панасенко ПКБ, соліст, (1925-)
- М. Панченко,
- Ф. Панченко,
- Т. Пивко, КФ, (1931-)
- Д. Піка, ПКБ, (1925—1942) згинув на фронті
- О. Пономаренко, (1936
- В. Похил, КФ, (1931-5
- Я. Протопопів, ПКБ, (1925—1944)
- О. Рибалка, (1931-35
- В. Савченко, (1935-
- Й. Сніжний, (1925—1928) заарештований
- С. Сотниченко, (1918—1919) розстріляний
- І. Фількенбург соліст, (1939
- Г. Цебренко, (1922-
- Цибулів Іван, КФ, (1931-5-
- Чарівний В. (1935
- Федько Андрій, КФ, (1931-5-
- О. Шлеюк, КФ (1931-5)
- О. С. Яценко, (1919—1935) розстріляний

Повоєнна
- В. І. Войт, з 1967
- Константинівський К. П. концертмейстер